# Horihone Saizō
Horihone Saizō (掘骨砕三?, Saizō Horihone ; ...) è un fumettista giapponese, i cui lavori (come il mangaka Henmaru Machino) hanno come prominente caratteristica lo sviluppo di temi come l'ermafroditismo (futanari), coprofiilia, shotacon, lolicon, e la trasformazione del corpo (monster girl). La maggior parte dei suoi lavori sono pubblicati by Sanwa Comics.

## Lista delle opere
- Kokoko-chan
- Kokoko-chan 2
- Overflowing Stomach
- Drainage City (下水街)
- Dick Handler
- Onikuyasan (おにくやさん)
- Heiansho Aiko
- Underground Street
- はえてる女の子 (hae deru onna no ko)
- 閉暗所愛好会
- 夜に虚就く(become empty in the evening)